# جردن لوسی
جردن لوسی (انگلیسی: Jordan Lussey؛ زادهٔ ۲ نوامبر ۱۹۹۴) بازیکن فوتبال اهل بریتانیا است.
از باشگاه‌هایی که در آن بازی کرده‌است می‌توان به باشگاه فوتبال لیورپول، باشگاه فوتبال بولتون واندررز، باشگاه فوتبال بولتون واندررز، باشگاه فوتبال یورک سیتی، باشگاه فوتبال ساوتپورت، و باشگاه فوتبال تلفورد یونایتد اشاره کرد.
وی همچنین در تیم ملی فوتبال زیر ۱۸ سال انگلستان بازی کرده‌است.